# Fonds monétaire international
Pour les articles homonymes, voir FMI (homonymie) et IMF.
Le Fonds monétaire international (FMI ; en anglais : International Monetary Fund, IMF) est une institution internationale regroupant 191 pays, dont le but est de « promouvoir la coopération monétaire internationale, garantir la stabilité financière, faciliter les échanges internationaux, contribuer à un niveau élevé d’emploi, à la stabilité économique et faire reculer la pauvreté ».
Le FMI a ainsi pour fonction d'assurer la stabilité du système monétaire international (SMI) et la gestion des crises monétaires et financières. Pour cela, il fournit des crédits aux pays qui connaissent des difficultés financières mettant en péril l'organisation gouvernementale du pays, la stabilité de son système financier (banques, marchés financiers) ou les flux d'échanges de commerce international avec les autres pays.
Lors d'une crise financière, pour éviter qu'un pays ne fasse « défaut » (c'est-à-dire que ce pays ne puisse plus rembourser ses créanciers, voire ne plus payer ses dépenses courantes), le FMI lui prête de l'argent le temps que la confiance des agents économiques revienne. Le FMI conditionne l'obtention de prêts à la mise en place de certaines réformes économiques visant en principe à réguler la gestion des finances publiques (ingérence financière) et à établir une croissance économique équilibrée à long terme.
L'institution est créée le 27 décembre 1945 et devait à l'origine garantir la stabilité du système monétaire international, dont l'écroulement après le krach de 1929 avait eu des effets catastrophiques sur l'économie mondiale. Après 1976 et la disparition d’un système de change fixe, le FMI perd l'essentiel de sa raison d'être et hérite d'un nouveau rôle face aux problèmes d'endettement des pays en développement et à certaines crises financières.

## Histoire

### Création
Le FMI est né en juillet 1944 lors de la conférence de Bretton Woods. L'objectif était de garantir la stabilité du système monétaire international de l'après Seconde Guerre mondiale en empêchant les grandes économies mondiales de retomber dans la situation des années 1930, où les dévaluations de monnaie et les décisions de politique économique unilatérales avaient aggravé les tensions internationales.
Le nouvel ordre économique proposé par le représentant américain Harry Dexter White reposait sur trois règles :
- chaque État devait définir sa monnaie par rapport à l'or, ou au dollar américain lui-même convertible en or. Il en découlait pour chaque monnaie une parité officielle en or ou en dollar (système dit d'« étalon de change-or » ou « gold exchange standard ») ;
- la valeur des monnaies utilisées dans les échanges internationaux des devises ne devait fluctuer que dans une marge de 1 % par rapport à leur parité officielle ;
- chaque État était chargé de défendre cette parité en veillant à équilibrer sa balance des paiements.

Le rôle du système monétaire international est donc de promouvoir l'orthodoxie monétaire afin de maintenir un contexte favorable à l'essor du commerce mondial, tout en accordant des prêts à certains pays en difficultés dans le contexte de la reconstruction d'après guerre. Le FMI est plus ou moins complémentaire des autres grandes institutions économiques créées à l'époque : la BIRD (Banque internationale pour la reconstruction et le développement, aussi appelée Banque mondiale) qui est créée en même temps que le FMI, ainsi que le GATT (General Agreement on Tariffs and Trade) signé peu de temps après.
Lors des négociations de Bretton Woods, le représentant britannique, l'économiste John Maynard Keynes, souhaitait la création d'une institution bien plus importante, une véritable Banque centrale mondiale destinée à émettre une monnaie internationale, le « Bancor ». Cette proposition est cependant rejetée. Elle aurait signifié pour les États-Unis une perte de souveraineté vis-à-vis d'une institution internationale et les aurait empêchés de profiter de la position dominante du dollar américain à l'époque.

### Système de Bretton Woods

Le siège du FMI à Washington, D.C. aux États-Unis. Le nouveau bâtiment, sur Pennsylvania Avenue, est construit face au premier (au fond de la photo), toujours en usage.

Le rôle du FMI est initialement de tenter de garantir le bon fonctionnement du système monétaire de Bretton Woods. Lorsque certains pays se révélaient incapables de maintenir la valeur de leur monnaie dans la marge des 1 % prévue par les accords de 1944, ils pouvaient recourir à des dévaluations ou à des réévaluations selon les cas. Si leurs réajustements monétaires étaient supérieurs à 10 %, ils devaient alors obtenir l'accord préalable de l'organisation.
Pour tenter d'éviter ce genre de situation, le FMI joue un rôle d'intermédiaire financier entre États membres. Ainsi chaque État doit verser à l'organisation une certaine somme, nommée « quote-part » et dont le montant est déterminé par sa puissance économique, elle-même mesurée par son PNB et par l'importance de son commerce extérieur. 25 % de cette quote-part doivent être payés en or, le reste en monnaie nationale. En cas de déséquilibre de sa balance des paiements risquant de menacer l'équilibre monétaire sur le marché des changes, chaque pays membre peut obtenir automatiquement 25 % de sa quote-part (« droit de tirage »), lui permettant de soutenir, par l'achat, sa monnaie nationale. Si le FMI le juge nécessaire, il peut prêter à ce pays jusqu'à 125 % de sa quote-part. Ses prêts sont censés permettre aux banques centrales de défendre leur monnaie sur le marché des changes.
L'octroi de ces crédits est soumis à conditions et le pays demandeur doit s'engager dans une politique d'ajustement conseillée par l'organisation afin de remédier aux causes de la dépréciation de sa monnaie.
Le FMI fonctionne par ailleurs sur un système d'élection à majorité, où les voix sont pondérées par le montant de la « quote-part ». Ainsi à sa création, les États-Unis à eux seuls détiennent 25 % des voix, puis 17 % par la suite. Les États-Unis sont par ailleurs les seuls à disposer d’un droit de veto au sein de cette organisation.
On remarque que dans un tel système, seuls les États-Unis n'ont pas besoin de se soucier, a priori, du cours de leur monnaie vu qu'elle fait office d'étalon. Ainsi, les États-Unis pouvaient connaître d'importants déficits sans être soumis aux remarques du FMI.

### Premières propositions de réforme
Dans le cadre des accords de Bretton Woods, chaque banque centrale nationale devait être en mesure d'échanger en or ou en dollar, toute somme de sa monnaie nationale qui lui serait présentée par un détenteur étranger (principe de la convertibilité externe). C’est-à-dire qu'une banque nationale comme la Banque de France devait, si un Allemand possédant des francs lui demandait, lui échanger contre des dollars américains ou de l’or. Dans ce système, le dollar s’était d’abord révélé trop rare pour assurer cette fonction, mais à partir des années 1950, les déficits américains permirent de faire du dollar une monnaie abondante. En 1959, certains pays demandèrent aux États-Unis la conversion de leurs dollars en or, ce qui provoqua une première crise du système. Face à cette crise, l’économiste belge Robert Triffin (L’or et la crise du dollar, 1960) propose une réforme du FMI. Selon lui le système monétaire de Bretton Woods est confronté à un dilemme, aujourd’hui connu sous le nom de dilemme (ou paradoxe) de Triffin car :
- les États-Unis doivent fournir au reste du monde des quantités importantes de dollars afin de permettre l’essor du commerce mondial dont les règlements s’effectuent grâce à cette monnaie ;
- en même temps, ils se doivent de maintenir la valeur du dollar par rapport à l’or, ce qui revient au contraire à limiter l’émission monétaire.

Pour Robert Triffin, les emprunts concédés par le FMI sont insuffisants pour permettre aux banques centrales en difficulté de maintenir la parité officielle de leur monnaie sur le marché des changes. Il souhaite donc un renforcement du rôle de l’organisation en permettant des prêts plus importants qui seraient octroyés, non en monnaie nationale, mais dans une unité de compte commune et propre au FMI. Dans un tel système tous les pays devraient déposer une proportion uniforme de leurs réserves monétaires. Ces dépôts seraient comptabilisés dans une unité commune qui ne serait pas le dollar mais qui serait aussi convertible en or. Cette nouvelle unité de compte sous le contrôle du FMI permettrait la stabilité du système monétaire international, et résoudrait la contradiction qui découle du rôle prépondérant du dollar américain. Cette proposition célèbre ne fut pas retenue, bien que le diagnostic de Robert Triffin se révélât exact.

### Création des droits de tirage spéciaux
Une crise similaire à celle de la fin des années 1950 se produit à la fin de la décennie suivante. À nouveau les spéculateurs jouent contre le dollar. Les détenteurs de la monnaie américaine demandent sa conversion en or, ce qui provoque en mars 1968 la suspension de la convertibilité externe du dollar, mesure visant à limiter la sortie d’or des coffres américains. En 1969, face à l’incapacité du dollar à jouer son ancien rôle, le FMI va créer de toutes pièces une nouvelle monnaie, toujours existante, le DTS (droit de tirage spécial).
Le DTS est alors une monnaie définie par une parité en or ; elle fut à plusieurs reprises octroyée aux différents pays membres, selon leur quote-part, afin de créer de nouvelles liquidités internationales (en 1970, 1978 et 1981 puis récemment à certains pays n’étant pas membres de l’organisation aux dates précédentes, et ce dans un souci d’« équité »).

### La fin du système de Bretton Woods
Le 15 août 1971, les États-Unis ont sonné la fin effective du système de Bretton Woods, en suspendant la convertibilité de dollar américain en or. Le rôle initial principal du FMI, garantir la stabilité des taux de change dans une marge de 1 %, a disparu. Le système des taux de change fixes s'écroule définitivement en mars 1973 avec l'adoption du régime de changes flottants, c'est-à-dire qu'ils s'établissent en fonction des forces du marché. Il n'y a plus de système monétaire international organisé. Le 8 janvier 1976, les membres du FMI signent les accords de la Jamaïque qui permettent le flottement des monnaies. Depuis 1971, le prix de l'or a flambé de 35 dollars jusqu'à 1 400 dollars l'once en 2011 pour franchir le seuil symbolique des 2 000 dollars au cours de l'année 2021.

### Années 1980-90
Pour ce qui est des pays en développement, l’analyse des experts du FMI est simple. Depuis la fin de la Seconde Guerre mondiale, les pays ayant choisi d’opter pour une croissance introvertie, comme longtemps la république populaire de Chine et l’Inde, n’ont pas connu de forte croissance, tandis que d’autres, comme les « dragons asiatiques », ont utilisé leurs avantages, dont une main-d’œuvre peu couteuse, pour s’ouvrir au commerce international et prospérer. Le FMI cherche donc généralement à contraindre les pays en développement à s’ouvrir au commerce extérieur.
Lors des années 1980, le FMI prend un nouveau rôle face à l’éclatement de la crise de la dette du tiers monde et impose ses politiques économiques d’ajustements structurels et de lutte contre la pauvreté à de nombreux pays d’Afrique et d’Amérique latine.
Le début des années 1990 est marqué par l’éclatement du bloc soviétique et la nécessité vue par le FMI d’organiser le système monétaire des pays d’Europe de l'Est et de la Russie en vue d’une intégration dans le système financier mondial et d’une meilleure transition de ces économies dirigées vers l’économie de marché.
Au début des années 1990, les financiers internationaux avaient relancé leurs prêts au Mexique dans un contexte de réforme de marché qui visait à libéraliser l’économie. Toutefois à la fin 1994, les marchés financiers changèrent soudainement leur appréciation de la situation mexicaine, craignant d’avoir prêté davantage que le pays ne pourrait rembourser. La crise financière qui découla de ce soudain changement d’humeur des marchés entraîna un renflouement immédiat des investisseurs par le FMI et la Réserve fédérale des États-Unis (Fed). La crise fut rapidement surmontée. Pour certains analystes, le redressement rapide du Mexique n’est pas imputable au FMI mais au rôle des crédits commerciaux américains et à l’intégration du pays dans la toute nouvelle ALENA (Accord de libre-échange nord-américain).

### Crise asiatique (1997)
La crise financière asiatique touche d’abord l’Indonésie en 1997 où le FMI impose une politique d’austérité monétaire et de rigueur budgétaire, malgré l’instabilité sociale et ethnique du pays. Plusieurs banques furent fermées, ce qui provoqua selon certains analystes une aggravation de la crise. Face à l’expansion de la crise, les pays d’Asie ont adopté des positions différentes vis-à-vis des politiques préconisées par le Fonds monétaire international. Certains pays comme la Chine ont évité la crise en adoptant des politiques d’expansion économique. La Malaisie n’a elle non plus pas suivi les conseils de l’institution et a pris des mesures telles que le contrôle des mouvements de capitaux, ce qui a suscité des reproches du FMI. Toutefois, d’autres pays ont connu un relèvement rapide en adoptant partiellement les mesures préconisées par le FMI. C’est le cas de la Corée du Sud, qui se garda pourtant d’adopter toutes les mesures proposées.

### XXIesiècle
Depuis l'année 2005, les crédits accordés par le FMI se sont réduits drastiquement, du fait de la bonne santé économique du monde et des pays d'Amérique latine en particulier.
Selon Daniel Cohen, le FMI, qui a préconisé pendant un temps un libéralisme très idéologique (au cours des années 1990), est passé depuis à une situation de « pragmatisme absolu ».
Le mardi 14 avril 2020, le FMI annonce qu'il viendra en aide auprès de 25 pays pauvres. Cette aide prendra la forme d'un versement qui permettra à ces pays de mieux faire face aux difficultés économiques créées par la crise Covid-19.
En janvier 2021, le FMI annonce que la dette publique mondiale frôle les 100 %, avec un endettement global de 98 % ; ce qui dépasse l'endettement causé par la crise de 2009.

## Objectifs

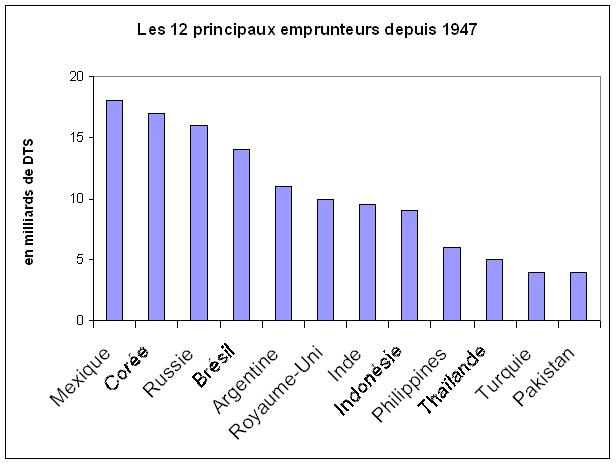
Principaux emprunteurs au FMI.

Depuis 1976, le rôle défini du FMI consiste en premier lieu à soutenir les pays connaissant des difficultés financières. Lorsqu’un pays doit faire face à une crise financière, le FMI lui octroie des prêts afin de garantir sa solvabilité et d’empêcher l’éclatement d’une crise financière.
L'article I des statuts du FMI en fixe les buts : « Encourager la coopération monétaire internationale ; faciliter l'expansion et l'accroissement harmonieux du commerce mondial ; promouvoir la stabilité des changes ; aider à établir un système multilatéral de paiements ; mettre temporairement, moyennant des garanties adéquates, ses ressources générales à la disposition des États membres qui font face à des difficultés de balance des paiements. Plus généralement, et conformément à ses autres buts, le FMI a pour responsabilité d'assurer la stabilité du système financier international. » Le FMI est en ce sens, le responsable de dernier ressort de la liquidité du système financier international, pour éviter le blocage des échanges et la contagion à tout le système (risque systémique) de problèmes momentanés de solvabilité d'un pays donné ou d'une banque centrale donnée. C'est une sorte de « banque centrale des banques centrales et trésors publics ».
Dans le cadre des prêts qu’il accorde, le FMI se doit de garantir auprès de ses contributeurs la bonne utilisation des fonds alloués à tel ou tel pays. Il ne s’agit pas seulement de retarder la crise par l’octroi d’une aide monétaire temporaire, mais de profiter du répit accordé par le prêt pour corriger les causes structurelles des difficultés économiques. Ainsi le FMI exige des emprunteurs qu’ils mettent en place les politiques économiques qu’il préconise : les « politiques d'ajustement structurel ». Finalement les trois grandes missions du FMI sont :
- d’accorder des prêts aux pays en difficulté financière ;
- de conseiller les États membres quant à leur politique économique ;
- d’apporter une assistance technique et des offres de formation aux États membres dans le besoin.

### Politiques préconisées
Là où il intervient, le FMI, avec l’aide d’autres organisations internationales octroyant des prêts (comme la Banque mondiale), négocie donc des plans dits d’ajustement structurel. Ils consistent généralement à améliorer les conditions de production et d’offre via la promotion des mécanismes du marché. Parmi les mesures concrètes souvent exigées, on trouve l’ouverture du pays aux capitaux étrangers et au commerce international, la libéralisation du marché du travail et la réduction du poids de l’État, c’est-à-dire la privatisation de nombreuses entreprises. L’économiste anglais John Williamson a regroupé l’ensemble de ces idées sous le terme de « consensus de Washington », en soulignant qu’elles sont partagées par la plupart des grandes organisations internationales (Fonds monétaire international, Banque mondiale, Organisation mondiale du commerce…) dont la plupart ont leur siège à Washington.
Ces plans ne prévoient pas de baisses d'impôts, mais en général des baisses de dépenses conjuguées à des hausses d'impôts afin de rétablir l'équilibre budgétaire des États à problème. Par exemple, au Cameroun, le plan d'ajustement s'est traduit par des hausses de la fiscalité au point que le groupement patronal a dû demander une « pause fiscale » de deux ans pour pouvoir faire face aux nouveaux impôts.
Les interventions du FMI se sont multipliées dans les pays en développement à partir des années 1980 qui virent éclater la crise de la dette du tiers monde, notamment à partir de 1982 et la cessation de paiement du Mexique. Toutefois le FMI est aussi parfois intervenu dans des pays développés, comme en Corée du Sud à la fin des années 1990. Depuis 2000, le FMI est devenu de plus en plus impliqué dans des pays développés, comme la Grèce en 2010 et 2011, le Portugal, l'Irlande, la Roumanie et l'Ukraine en 2012. En janvier 2012, ces cinq pays étaient les plus grands emprunteurs du FMI. En 2013, le FMI a monté un prêt de 10 milliards de dollars pour le système bancaire de Chypre.

### L’encouragement à la dérégulation du marché du travail
La déréglementation du marché du travail est une idée fréquemment mise en avant par le FMI pour soutenir la croissance économique. Le FMI utilise ainsi l'« indice de protection de l'emploi » (créé par l'Organisation de coopération et de développement économiques (OCDE)), pays par pays, et encourage sa diminution.
Par exemple, le FMI a étudié le cas de la France, et encourage le gouvernement à lutter contre les rigidités sur le marché du travail. Il encourage le gouvernement à éviter de nouvelles revalorisations du SMIC, et à limiter les phénomènes de « passager clandestin » pour le versement des revenus d'inactivité.
Pourtant, en juillet 2009, le Fonds monétaire international, alors dirigé par Dominique Strauss-Kahn, publie un rapport sur les finances de la France. Si le rapport note que ce pays « résiste mieux que la moyenne des pays européens », grâce, notamment, à son système de protection sociale étendu, il recommande par ailleurs de « limiter la hausse des dépenses liées au vieillissement de la population » (pensions, santé), prône « la poursuite de la modération dans la hausse du salaire minimum, la réforme de la formation professionnelle et le relèvement de l'âge légal de la retraite pour encourager l'emploi des seniors ».

### Interventions les plus importantes
| Date | Pays      | Évènement                  | Fonds                       |
| ---- | --------- | -------------------------- | --------------------------- |
| 1994 | Mexique   | Crise économique mexicaine | 18 milliards de dollars     |
| 1997 | Asie      | Crise économique asiatique | 36 milliards de dollars     |
| 1998 | Russie    | Crise financière russe     | 22,6 milliards de dollars   |
| 1998 | Brésil    | -                          | 41,6 milliards de dollars   |
| 2000 | Turquie   | -                          | 11 milliards de dollars     |
| 2001 | Argentine | Crise économique argentine | 21,6 milliards de dollars   |
| 2010 | Grèce     | Crise grecque              | 139,73 milliards de dollars |
| 2011 | Portugal  | Crise portugaise           | 99,08 milliards de dollars  |

## Fonctionnement
Le FMI est gouverné par ses membres, en date d'octobre 2020, chacun ayant une voix pondérée par sa participation financière à l'organisation (sa « quote-part »). 191 pays prennent de nombreuses décisions en concertation avec la Banque mondiale au sein du « Comité de développement ». Sa gestion courante est confiée à un conseil d'administration composé du président de l'organisation et de 24 administrateurs représentant chacun une nation. Huit d'entre elles en 2020 ont un représentant permanent (États-Unis, Royaume-Uni, France, Allemagne, Japon, république populaire de Chine, Russie et Arabie saoudite), les 16 autres sont élus par les pays membres.
La plupart des décisions sont prises dans les faits à l'unanimité. Cependant, compte tenu des modalités de prise de décision au sein du FMI, qui supposent une majorité qualifiée correspondant à 85 % des droits de vote, les États-Unis, ou l'Union européenne dans son ensemble, disposent de fait d'un droit de veto sur les décisions du FMI puisqu'ils disposent chacun de plus de 15 % des droits de vote. Cependant, les pays de l'UE ne sont pas toujours coordonnés.
Les ressources du FMI liées aux quotes-parts sont d'environ 210 milliards de DTS (soit 300 milliards de dollars américains), auxquels s'ajoute la possibilité pour le FMI de recourir à des emprunts envers les grandes puissances économiques (ces crédits sont de l'ordre de 50 milliards de dollars). Lors du sommet du G20 de Londres le 2 avril 2009 il a été décidé d'accroître significativement les ressources du FMI à hauteur de 1 000 milliards de dollars pour mieux faire face à la crise mondiale. Les pays émergents s'estiment en effet sous-représentés dans les institutions financières existantes. La réforme aura fait passer de 4 à 6,4 % les droits de vote de la Chine, ce qui l'aurait placée juste derrière le Japon mais loin encore derrière les États-Unis dont la quote-part n'aurait que légèrement diminué que de 17,7 à 17,4 %. Cette réforme aurait permis aux pays des BRICS d'être parmi les 10 pays ayant la plus forte quote-part, au détriment notamment du Canada. En août 2010, 181 pays admissibles à voter représentant 99 % du quota avait approuvé cette hausse. Bien que signé par le président américain Barack Obama en 2010, les Républicains du Congrès des États-Unis ont refusé de ratifier ce projet de réforme du Fonds Monétaire International.
Le FMI compte environ 2 700 employés.
La seule langue officielle du FMI est l'anglais.

### Directeur général

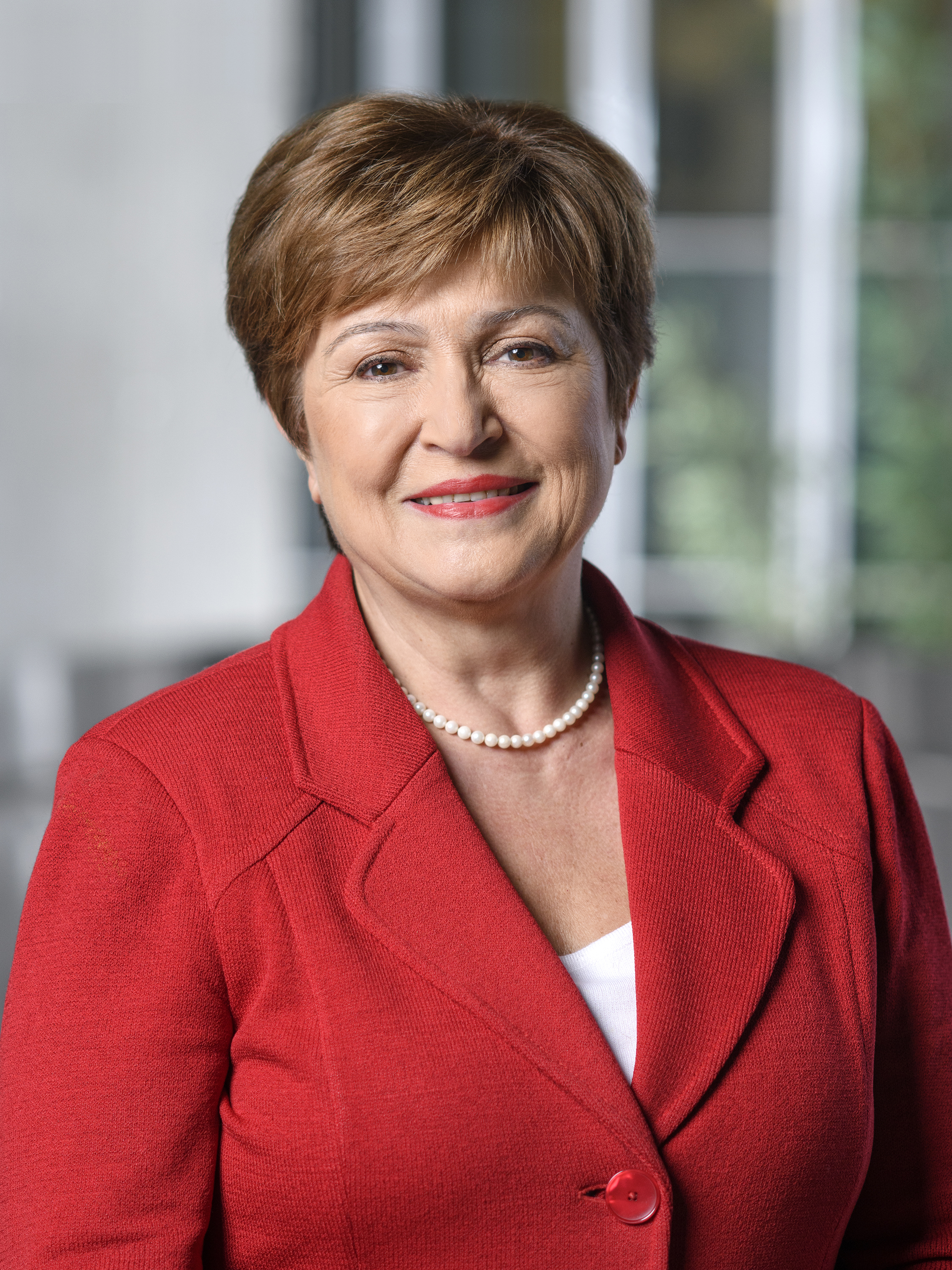
Kristalina Georgieva, directrice générale du FMI depuis 2019.

Depuis 1946, le poste de directeur général du FMI est successivement occupé par les personnes suivantes :
| #  | Date                               | Nom                                  | Durée                      |
| -- | ---------------------------------- | ------------------------------------ | -------------------------- |
| 1  | 6 mai 1946 – 5 mai 1951            | Camille Gutt †                       | 4 ans, 11 mois et 29 jours |
| 2  | 3 août 1951 – 3 octobre 1956       | Ivar Rooth †                         | 5 ans et 2 mois            |
| 3  | 21 novembre 1956 – 5 mai 1963      | Per Jacobsson † (mort à son poste)   | 6 ans, 5 mois et 14 jours  |
| 4  | 1er septembre 1963 – 31 août 1973  | Pierre-Paul Schweitzer † (démission) | 9 ans, 11 mois et 30 jours |
| 5  | 1er septembre 1973 – 16 juin 1978  | Johan Witteveen †                    | 4 ans, 9 mois et 15 jours  |
| 6  | 17 juin 1978 – 15 janvier 1987     | Jacques de Larosière                 | 8 ans, 6 mois et 29 jours  |
| 7  | 16 janvier 1987 – 14 février 2000  | Michel Camdessus                     | 13 ans et 29 jours         |
| -  | 14 février – 30 avril 2000         | Stanley Fischer (par intérim)        | 2 mois et 16 jours         |
| 8  | 1er mai 2000 – 4 mars 2004         | Horst Köhler † (démission)           | 3 ans, 10 mois et 3 jours  |
| -  | 4 mars – 7 juin 2004               | Anne Krueger (par intérim)           | 3 mois et 3 jours          |
| 9  | 7 juin 2004 – 1er novembre 2007    | Rodrigo Rato (démission)             | 3 ans, 4 mois et 25 jours  |
| 10 | 1er novembre 2007 – 18 mai 2011    | Dominique Strauss-Kahn (démission)   | 3 ans, 6 mois et 17 jours  |
| -  | 15 mai – 5 juillet 2011            | John Lipsky (par intérim)            | 1 mois et 20 jours         |
| 11 | 5 juillet 2011 – 12 septembre 2019 | Christine Lagarde (démission)        | 8 ans, 2 mois et 7 jours   |
| -  | 12 septembre – 1er octobre 2019    | David Lipton (en) (par intérim)      | 19 jours                   |
| 12 | Depuis le 1er octobre 2019         | Kristalina Gueorguieva               | 5 ans, 10 mois et 13 jours |

En 2011, la rémunération annuelle globale de Christine Lagarde est fixée à 551 700 $ (nets d'impôts) : soit un salaire annuel de 467 940 $ auxquels s'ajoute une allocation de frais de 83 760 $.
Une retraite annuelle est également attribuée trois ans après la fin de la présidence[réf. nécessaire].

### États-membres

#### Les retraits de pays
- La Pologne s'est retirée du FMI en 1950 sous la pression de l'URSS, avant d'y revenir en 1986.
- La Tchécoslovaquie a été forcée de se retirer en 1954, avant d'y revenir en 1990.
- Cuba s'est retiré en 1964.
- L'Indonésie s'est retirée pendant deux ans, de 1965 à 1967.
- Taïwan n’en fait plus partie depuis son éviction par la république populaire de Chine en 1980[23]. Cependant le FMI publie les données de Taïwan sous le nom de « Taiwan Province of China »[24].
- Le 1er mai 2007, le président du Venezuela, Hugo Chávez, a annoncé son intention de retirer son pays de la Banque mondiale et du Fonds monétaire international : « il vaut mieux que nous en sortions avant qu'on nous ait pillés »[25], après avoir remboursé la dette contractée auprès du Fonds en 2006[26].

Les pays non membres du FMI au 1er janvier 2010 sont : Andorre, la Corée du Nord, Cuba, le Liechtenstein, Nauru, Monaco et le Vatican. Le 18 avril 2012, le Soudan du Sud a adhéré à l'institution ; Nauru (12 avril 2016), Andorre (16 octobre 2020) et Liechtenstein (21 octobre 2024) y sont depuis entrés. Il y a donc désormais, fin 2024, 191 pays membres du FMI,.

#### Principaux pays membres par droits de vote
Actualisé en août 2025 :
1. États-Unis : 16,49 %
2. Japon : 6,14 %
3. Chine : 6,08 %
4. Allemagne : 5,31 %
5. France : 4,03 %
6. Royaume-Uni : 4,03 %
7. Italie : 3,02 %
8. Inde : 2,63 %
9. Russie : 2,59 %
10. Brésil : 2,22 %
11. Canada : 2,22 %

Les principales décisions[Lesquelles ?] nécessitent 85 % des votes, ce qui donne aux États-Unis un droit de veto.

#### La réforme des droits de vote
En 2010, le FMI est réformé par consensus au sein du G20 entre les pays riches et émergents. 6 % des quotas du FMI (qui ouvrent des droits de vote) sont transférés aux pays émergents ; l'Europe perd en influence, cédant deux sièges (sur les vingt-quatre que compte le conseil d'administration du FMI), au profit des BRICS, qui gagnent en puissance.
Le ministre des Finances indien, Pranab Mukherjee, satisfait de la réforme, a déclaré : « Nous [les pays émergents] réclamions que la quote-part reflète la réalité et les pouvoirs économiques actuels. […] Les corrections ont maintenant été effectuées ».

## Critiques

### Sur sa fonction principale: arbitre des déséquilibres mondiaux
Les statuts du FMI prévoient que les États membres s'engagent à n'avoir ni déficits ni excédents démesurés. Créé pour tenir un rôle d'arbitre impartial du rééquilibrage financier mondial, le FMI s'est montré totalement impuissant à agir sur les déséquilibres mondiaux.

### Vote en rapport avec la puissance économique et partialité
Les États-Unis sont le contributeur principal du FMI, et possèdent ainsi 16,53 % des droits de vote. L'Union européenne possède 29,61 % des droits de vote. Les neuf premiers pays, qui représentent plus de 50 % du PIB mondial, ont la majorité des droits de vote alors que le FMI compte 191 pays membres, ce qui fait dire aux détracteurs du FMI qu'il est un instrument au service des grands pays riches, qui financeraient le FMI pour imposer les vues économiques de l'organisation sur les pays qui choisissent d’avoir recours aux financements du FMI. Ce système de suffrage censitaire est critiqué, notamment par les tenants de la « mondialisation démocratique ».
Selon une règle tacite, le directeur du FMI est un européen (l’Europe se choisit un candidat susceptible de recueillir l'approbation du conseil d’administration), alors que le président de la Banque mondiale est un américain. Certains dirigeants des pays en développement s'insurgent contre cette pratique, tels l'ancien président de la Commission de l'Union africaine Alpha Oumar Konaré qui voudrait y mettre un terme. Elle est également critiquée par le ministre russe des Finances, Alexeï Koudrine, qui estime que ce système de sélection est également injuste envers les autres grands pays du monde tels le Brésil, l'Inde ou la Chine. Les prêts accordés par le FMI étant sous condition économique, c'est celui-ci qui se retrouve par extension à définir la politique économique et parfois sociale du pays. Certains économistes parlent donc du FMI comme d'une institution qui perpétuerait de façon tacite le colonialisme.
La répartition des droits de vote pose pour certains la question de l'équité du FMI : dans La Grande Désillusion, l'économiste américain Joseph E. Stiglitz fait par exemple du FMI une institution au service de son principal actionnaire, les États-Unis. Sa critique met régulièrement en lumière la partialité du FMI qui risque d'entraîner le déclin de cette institution : « si l'analyse des déséquilibres mondiaux par le FMI n'est pas équitable, si le Fonds n'identifie pas les États-Unis comme étant le principal coupable, s'il ne concentre pas son attention sur la nécessité de réduire le déficit budgétaire américain par des impôts plus élevés pour les citoyens les plus riches et de dépenses plus faibles en matière de défense, la pertinence du FMI risque fort de décliner au cours du XXIe siècle ».

### Inadéquation des méthodes d'analyse et faillite de la mission de surveillance
Un rapport indépendant rédigé par une équipe du Bureau indépendant d'évaluation du FMI (BIE) concernant la période (2004-2007) qui a précédé la crise financière et économique mondiale a pointé du doigt l'incapacité du FMI à prévoir la crise durant ces années. Le rapport souligne que pendant cette période le « message constamment répété fut celui d'un optimisme permanent » et que le FMI a partagé l'idée alors répandue « qu'une crise majeure dans les grands pays industriels était peu probable ». Jusqu'aux premières heures de la crise et encore en avril 2007, le « message du FMI […] présentait un contexte économique international favorable ». Le FMI n'aurait accordé que peu d'attention à la dégradation du bilan des secteurs financiers, aux liens éventuels entre politique monétaire et déséquilibres mondiaux, ainsi qu'à l'expansion du crédit. Le FMI n'a pas perçu les principales composantes sous-jacentes de la crise en gestation.
Aux États-Unis, il n'a pas analysé la dégradation des normes d'octroi des financements hypothécaires, ni le risque que cette situation faisait porter aux institutions financières et « resté optimiste quant à la propension de la titrisation à diluer les risques ». En février 2006, le Programme d'évaluation du secteur financier (PESF) traitant du Royaume-Uni affirme que « les portefeuilles de crédit hypothécaire des banques ne semblent pas présenter une source de vulnérabilité directe majeure ». Pour l'Islande, dont la croissance du secteur bancaire passait de 100 % du PIB à 1000 % en 2003, la surveillance du FMI « a notoirement failli à signaler les dangers d'un système bancaire surdimensionné ». En 2007, les rapports du FMI affirment que « les perspectives à moyen terme de l'Islande restent enviables ». Le FMI a au contraire salué les « innovations financières » et a recommandé à d'autres pays avancés d'utiliser les mêmes méthodes que les États-Unis et le Royaume-Uni. Dans cette optique, le FMI critique en 2006 l'Allemagne et le Canada. Pour ce dernier, il précisait que « les stratégies timorées du système bancaire canadien donnent des rendements d'actifs beaucoup plus faibles qu'aux États-Unis ». Les conseils du FMI pour ces pays ont précisément été axées contre les « entraves structurelles dont certaines ont contribué à protéger ces pays des facteurs qui ont déclenché la crise ».
Si l'édition du printemps 2008 du Rapport sur la stabilité financière dans le monde (GFSR) signalait que de grandes institutions financières pourraient avoir des problèmes de solvabilité, durant l'été 2008, le FMI « affirmait avec plus d'assurance que la crise avait été maîtrisée ». En mai 2008, Dominique Strauss-Kahn affirme depuis Bruxelles, au sujet du secteur financier : « Les pires nouvelles sont derrière nous ».
Le rapport du BIE explique l'incapacité du FMI à identifier les risques et à donner des avertissements par différents facteurs :
- des méthodes d'analyse incomplètes et un « degré élevé de pensée doctrinaire » ;
- l'opinion dominante que « l'autorégulation des marchés suffirait à écarter tout problème majeur des institutions financières » ;
- le lien insuffisant entre l'analyse macroéconomique et celle du secteur financier ;
- les lacunes de la gouvernance interne.

### Politique considérée comme néfaste pour les pays en développement
Les critiques adressées au FMI ont pour source la plupart des organisations altermondialistes et proviennent également d'économistes réputés libéraux (tels que Milton Friedman) ou de la Banque mondiale. Elles considèrent que les interventions du FMI, même si elles permettent un dépannage momentané des pays du tiers monde qui les acceptent, aggravent la pauvreté et les dettes en supprimant ou diminuant la capacité d'intervention de ces États, ce qui les empêcherait de mieux régler leurs problèmes. L'argument principal se base sur le fait que le FMI préconise les mêmes recommandations économiques et globalement les mêmes plans d'ajustement structurel (essentiellement des privatisations et des ouvertures du marché intérieur) à tout pays demandeur d'aide, sans analyser en profondeur la structure de chacun. Sur la base du « Consensus de Washington », il préconiserait le plus souvent une plus grande ouverture aux capitaux, aux services et biens mondiaux, la privatisation des entreprises publiques ainsi que l'austérité budgétaire. On peut prendre comme exemple l'Argentine, qui était considérée comme un pays modèle par le FMI (pour avoir suivi à la lettre ses recommandations), mais qui a connu une grave crise économique en 2000, entraînant un chaos (avec cinq présidents en dix jours en 2001).

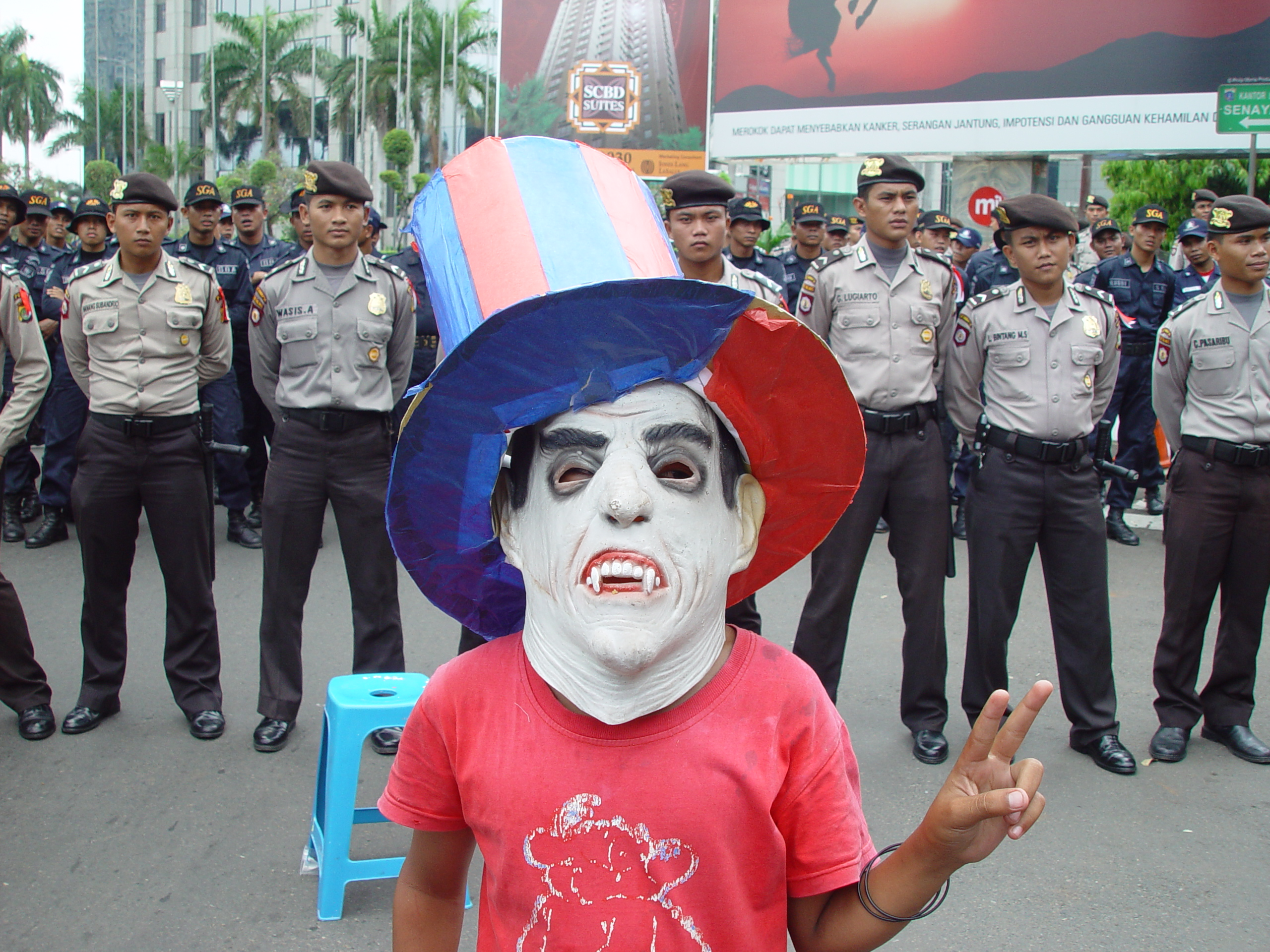
Manifestation contre le FMI et la Banque mondiale à Jakarta en 2004.

Dans son livre The Globalisation of Poverty, Michel Chossudovsky impute au FMI l'éclatement de la fédération yougoslave, qui « est directement relié au programme de restructuration macro-économique imposé au gouvernement de Belgrade par ses créanciers de l'extérieur. Adopté en plusieurs étapes depuis 1980, ce programme a contribué à déclencher l'effondrement de l'économie nationale qui a mené à la désintégration du secteur industriel et au démantèlement graduel de l'État providence. Les tendances séparatistes alimentées par les divisions sociales et ethniques ont justement pris leur élan pendant une période d'appauvrissement brutal de la population yougoslave ».
Les populations peuvent être très critiques face aux politiques d'ajustement structurel (PAS),. Par exemple, le Sénégal a dû privatiser ses chemins de fer, ce qui a abouti à la suppression de la ligne que l'Office national vétérinaire utilisait[citation nécessaire]. Cette mesure conduisit donc à l'élévation des prix des produits vétérinaires, entraînant un développement des épidémies et des parasites, aboutissant à l'abattage des troupeaux, abaissant la qualité sanitaire des animaux et empêchant l'exportation du bétail. La situation en Guinée et au Ghana est sensiblement la même. En Mauritanie, la suppression de la propriété collective traditionnelle de la terre a entraîné une concentration de la propriété foncière dans les mains de transnationales du secteur agroalimentaire, de grandes inégalités et du désordre social.
Enfin, le FMI a subi un second revers en Amérique Latine, notamment en Argentine, dont le président Néstor Kirchner a rééchelonné unilatéralement la dette avec les créanciers privés, tout en escamotant 75 % de celle-ci. Après avoir retrouvé dès 2003 d'importants taux de croissance (autour de 9 %), elle a finalement décidé en 2005 le remboursement total de sa dette de façon anticipée prévue normalement en 2007, afin d'éviter l'étranglement de son économie par les intérêts, ce qui avait conduit à la crise financière selon Néstor Kirchner. Avec le remboursement de sa dette de 9,6 milliards de dollars au FMI, « L'Argentine commence à construire son indépendance », a dit M. Kirchner. Le FMI s'est félicité du remboursement intégral de la dette de l'Argentine.
Selon Joseph Stiglitz (Quand le capitalisme perd la tête), les aides accordées par le Trésor américain et le FMI ont contribué à réunir les conditions d’une crise en Argentine. D’après lui, les emprunts concédés à ce pays ont permis aux créanciers d’accorder des prêts sans se soucier de la condition économique réelle des emprunteurs : ils pensaient qu’ils seraient de toute manière renfloués par le FMI (voir à cet effet l'Aléa moral). De leur côté les emprunteurs ont effectué un raisonnement similaire ce qui a finalement déstabilisé la situation financière du pays et alimenté la spéculation. Les États-Unis, via le FMI, avaient aussi imposé une libéralisation des flux de capitaux et une déréglementation du système bancaire. Certains pays d’Amérique latine, en particulier l’Argentine et le Chili ont été montrés comme exemples de la bonne mise en application des principes du « consensus de Washington ». Si les deux pays ont connu en effet une certaine réussite, l’Argentine a fini par voir son économie s’écrouler en 2001. Ensuite, c’est au contraire en n’appliquant pas les recommandations du FMI que l’économie du pays s’est redressée. Le Chili continue quant à lui son développement sur un très bon rythme de croissance.
En 2024, l'Argentine atteint un excédent budgétaire de 300 millions de dollars à la suite des politiques d'austérité, de privatisations et de dérégulations menées par le président libertarien Javier Milei, ce qui lui a valu les félicitations du FMI, bien que cela aie conduit à une dégradation significative en matière de droits sociaux et de précarité,.

#### Critiques lors de la crise asiatique

##### Ses critiques
Durant la crise asiatique, certains pays se sont par ailleurs montrés extrêmement critiques vis-à-vis de la gestion de cette dernière par le FMI. Le Japon, en se gardant de critiques ouvertes vis-à-vis de l’institution, a pourtant proposé en 1997 la création d’un Fonds monétaire asiatique (l'initiative de Chiang mai) auquel il se déclarait prêt à contribuer à hauteur de 100 milliards de dollars. Cette initiative a vu plusieurs étapes. La première étape, en 1997, était la création d'un accord de swap asiatique réciproque entre cinq pays (Indonésie, Malaisie, Philippines, Singapour et Thaïlande) qui a atteint 200 millions de dollars. Ceci était totalement inadéquat lorsque la crise financière a frappé en 1997. La deuxième étape en 2000 était d'inclure le Japon, la Chine et la Corée, mais quand la crise Lehman a frappé en 2008, ce filet de sécurité a été élargi à 120 milliards, et ensuite doublé à 240 milliards de dollars en 2012,.
Dans son analyse de la crise financière asiatique, l'Institut de la Banque asiatique de développement (ADBI) a conclu que l'évaluation de la crise du FMI était défectueuse. La crise asiatique était fondamentalement différente de la crise de compte courant conventionnel typique de la plupart des pays en voie de développement, comme en Amérique latine. Selon l'ADBI, la crise était largement celle du compte de capital, dû à l'exposition d'un décalage conjoint des maturités et des risques de taux de change. En fait, la libéralisation prématurée du compte de capital a créé de fortes incitations à financer des projets d'investissement à long terme, grâce à des financements étrangers à court terme beaucoup moins chers. Cette stratégie a été assez rentable lorsque le taux de change est resté stable. Mais en raison d'une surveillance prudentielle inadéquate, une bulle spéculative s'est développée et a finalement éclaté. Par conséquent, dans ce cas, l'Asie avait besoin d'un échelonnement approprié des réformes financières, institutionnelles et de gouvernance internes - avant la libéralisation du compte de capital. Ainsi, la politique conventionnelle du FMI d'austérité budgétaire, les conditions monétaires serrées et surtout la dévaluation étaient inappropriées.
Selon Martin S. Feldstein, les programmes du FMI en Asie sont allés bien au-delà du rôle traditionnel du FMI. Au lieu d'exiger des politiques macroéconomiques qui peuvent améliorer le compte courant nécessaire, le FMI est intervenu dans les politiques détaillées sur les marchés du travail, la structure des entreprises, les banques, les impôts, les réglementations spécifiques, et les règles d'importation. De même, le FMI a cherché à substituer ses prêts pour les obligations à des banquiers étrangers quand il aurait plutôt dû chercher à réunir les emprunteurs et les créanciers pour restructurer les prêts privés. Ces problèmes sont particulièrement répandus dans les politiques imposées à la Corée.
Ces différences dans l'évaluation des causes de la crise expliquent l'hésitation de la Corée à rechercher un plan de sauvetage du FMI en novembre 1997, suivi par sa sortie rapide du programme de stand-by et le remboursement de ses prêts du FMI en décembre 2000, une fois l'économie stabilisée,. Cela explique aussi le succès de la Malaisie pour traverser la crise en refusant l'approche de l'austérité du FMI, et en mettant en œuvre des contrôles de capitaux,,.
Dans le même esprit, le rapport de la Commission Meltzer établi par le Congrès des États-Unis (1998) était assez critique du rôle du FMI dans la crise financière de 1997. La crise financière mondiale qui a éclaté en 1997 a ouvert la voie pour le premier véritable débat depuis plusieurs décennies sur le rôle du FMI. La plupart des analystes conviennent que les politiques de libéralisation des marchés de capitaux et financiers en Asie de l'Est, promues par le FMI au début des années 1990, ont probablement aggravé la crise. Après la fuite des capitaux volatiles, les pays asiatiques ont plongé dans une chute libre économique ; or le FMI prescrit des mesures économiques difficiles qui dans certains pays ont aggravé la crise.

##### Ses défenseurs
En réponse à ces nombreuses critiques, Stanley Fischer a défendu l'approche du FMI. Les politiques monétaires et budgétaires restrictives dans les économies asiatiques en crise étaient nécessaires pour consolider la confiance dans leurs devises et financer les coûts énormes de la restructuration financière. En outre, en ignorant les problèmes structurels inviterait une répétition de la crise. Et les problèmes d'aléa moral, bien qu'important de traiter, peuvent facilement être exagérés[pas clair].
Dans le même esprit, une critique commune est que le FMI impose des politiques économiques sévères sur les gouvernements, écrasant les espoirs et les aspirations de leur peuple. Mais du Pérou en 1954 à la Corée du Sud en 1997 et à l'Argentine en 2002, les gouvernements des pays en voie de développement ont cherché l'aide du FMI parce qu'ils étaient déjà en difficulté financière profonde. Le FMI intervient lorsque les créanciers privés craignent d'intervenir. De plus, il offre des prêts à faibles taux d'intérêt. Le FMI ne crée pas de l'austérité, dit Kenneth Rogoff. En fait, « les conditions de politique économique que le FMI attache à ses prêts sont en place de la discipline beaucoup plus stricte que les forces du marché imposent en l'absence du FMI. »[pas clair] D'ailleurs, il ajoute que les politiciens — y compris ceux dont la mauvaise gestion économique a souvent contribué à créer la crise — font du FMI « un bouc émissaire commode » quand ils doivent enfin imposer l'austérité,.

##### Problèmes clés
Face à ces défis, le département du Trésor des États-Unis, sans doute la principale influence sur les politiques du FMI, a offert une proposition de réforme modeste qui n'a pas une vision claire pour le changement.
- La proposition de réforme du département du Trésor met l'accent sur la transparence et la surveillance, tout en ignorant le problème de capitaux spéculatifs volatiles.
- Selon les recommandations de la Commission Meltzer, le FMI doit mettre fin à l'assistance à long terme liée à des conditions d'ajustement structurel, mais assurer plutôt une influence importante en exigeant que les pays mettent en œuvre les « conditions préalables » orientées envers les marchés libres pour se qualifier pour une aide d'urgence.
- L’échec d'un pays à respecter les conditions pour l'aide financière, en avance, serait susceptible de provoquer la nervosité des marchés financiers et nuire à l'objectif de stabilité[62].

### Critique des conditionnalités dites d'ajustement structurel
Les critiques pensent que les conditions négociées avec le FMI, une entité supranationale, sous forme de plans d'ajustement structurel limitent la souveraineté des économies nationales en encadrant certains aspects de la politique de l'État.
Ils critiquent aussi l'impact de ces plans sur l'économie. De leur point de vue, l'action sur les salaires diminue d'autant le pouvoir d'achat nominal, la privatisation des entreprises publiques réduit la capacité de l'État à intervenir. De plus, l'augmentation des importations mettrait souvent à mal les économies locales des systèmes de production traditionnels.
Selon eux, certains de ces plans, proposés par le FMI et la Banque africaine de développement (BAD), entravant la réforme des terres agricoles tout en incitant à accroître le commerce des denrées agricoles, seraient parmi les causes des flux migratoires vers les villes, de l'extension des bidonvilles et de la pauvreté et l'émigration vers les pays du Nord.
Ces plans sont aussi tenus pour responsables de la stagnation économique qui a frappé certains des pays qui les ont appliqués. Par exemple, la suppression ou la diminution des aides publiques pour l'éducation aurait dans certains pays handicapé la formation et nui à la croissance. De même, des suppressions de programmes de santé auraient laissé le SIDA dévaster des populations, ainsi que l'économie en décimant la main-d’œuvre.

## Règlement interne protégeant les personnes
Le 6 mai 2011, à la suite de l'affaire Piroska Nagy, le harcèlement devient un motif de licenciement au FMI.

### Documentaires
- Reportage de John Kampfner, BBC, diffusé en France dans Lundi Investigation sur Canal+ sous le titre Mondialisation, quand le FMI fabrique la misère
- Fernando E. Solanas, Argentine et FMI, mémoire d'un saccage, 2003. Sur les conséquences des politiques du FMI en Argentine et au Gabon
- Pascal Vasselin, Le pouvoir FMI. Sur la mécanique des négociations vues de l'intérieur, diffusé notamment en France et en Allemagne par Arte en 1999
- Pascal Vasselin, FMI-Russie : l'enjeu. Diffusé par France 5 en 1999